# Comptoir commercial (banque)
Pour la notion de "comptoir commercial" en général, voir Comptoir.
Le Comptoir commercial est une banque privée française fondée à Paris en décembre 1800 et disparue en octobre 1813.

## Historique
Avec la Caisse des comptes courants, la Caisse d'escompte du commerce, la Banque territoriale, le Comptoir commercial est l'une des quatre grosses banques fondées entre 1796 et 1800 participant à la réorganisation financière du pays initiée par le Directoire, et qui produit et escompte des effets de commerce.
Quand Pierre Jacquemart, un industriel spécialisé dans le papier peint, ancien associé de la Caisse d'escompte du commerce, ouvre le 21 décembre 1800 le Comptoir commercial, la Banque de France a déjà presque un an d'existence, et avait fusionné avec la Caisse des comptes courants. Selon Louis Bergeron, Jacquemart aurait été l'inventeur de l'action hypothécaire.
La mission du Comptoir commercial est donc assez proche de celle de la Caisse d'escompte du commerce (qui devait d'ailleurs fusionner avec la Banque de France en septembre 1803). 
Le 21 janvier 1801, le Comptoir lance une série d'émissions d'actions dont la valeur était gagée sur des biens immobiliers. De son côté, le propriétaire d'un immeuble pouvait obtenir auprès du Comptoir un crédit à hauteur de 50 % de la valeur de son bien tout en en conservant la jouissance.
Jacquemart visait en principe une clientèle plus modeste que ses concurrents, à savoir « de modestes marchands, manufacturiers et artisans ». Ses sept premiers associés fondateurs sont d'ailleurs tous des marchands en bois, papier, faïence.
Jacquemart nomma comme directeurs, entre autres, ses deux fils, Auguste et Ferdinand.
Le Comptoir poursuit une existence relativement pacifique avec la Banque de France, du fait sans doute de ses débuts (et ambitions) modestes mais surtout, après avoir accepté certains compromis avec l'institution napoléonienne, notamment en alignant ses taux sur ceux de la Banque, qui, de son côté, s'engageait à réescompter ses effets en cas de difficultés. En août 1803, la Banque de France, sans toutefois l'absorber, en fait un sous comptoir, une sorte de succursale destinée à drainer une clientèle de commerçants.
Le Comptoir fit évoluer ses statuts, créant une nouvelle structure actionnariale sous le nom de Jacquemart, fils et Doulcet d’Égligny et fut surnommée la « Caisse de Jabach », car elle s'installa dans les locaux de l'hôtel particulier situé rue Saint-Merri qui avaient appartenu à l'ancien banquier d'origine allemande, Everhard Jabach.
En mai 1805, le Comptoir rassemble tout de même 640 actionnaires, pour la plupart artisans et négociants de moyenne importance, et elle peut se targuer d'être la banque des marchands de Paris, mais en décembre de cette année-là, la crise financière, amorcée durant l'été, commence à peser lourdement sur le bilan. Tandis que François Barbé-Marbois est renvoyé, les régents Perregaux et Doyen exercent alors régulièrement une pression sur le Comptoir, afin que ses clients, sous l'effet de la panique, cessent systématiquement de venir aux comptoirs de la Banque de France changer leurs effets en espèces.
Le 11 octobre 1809, les frères Jacquemart et Doulcet d’Égligny deviennent les seuls propriétaires et chefs gérants du Comptoir. 
Le 4 octobre 1813, une double faillite frappe, d'une part la Manufacture de papiers peints Jacquemart frères et, d'autre part, la Manufacture de savons Auguste Jacquemart et Cie, situées rue de Montreuil, ce qui entraîne la liquidation du Comptoir commercial.